# ミルキーバー
ミルキーバーは、1995年にニューギンが開発、発売した権利物のパチンコ機。後継機『CRワイドミルキー』、『CRハイパーミルキー』も本項で述べる。

## 登場人物

### 春花すもも（はるか-）
主人公の女の子。いわゆる萌え系のキャラで人気を集めた。また、当機シリーズだけでなく、CR超海などにも登場するニューギンのマスコット的存在でもある。
実は初出であるミルキーバーでのみ大当り中に脱衣する要素がある。

### マスター
『ミルキーバー』で、すももが働いていたバーのマスター。グラサンハゲ。

### ぴーちやん
『ハイパーミルキー』で、すももと行動を共にしている鳥。4羽いる。

### ロゼ
『PAミルキーバー』で登場するすもものペット。お菓子が大好き。

### ムーン
『PAミルキーバー』で登場するすもものライバル的立ち位置のキャラ。うさぎが大好き。

## ミルキーバー
1995年にニューギンが開発、発売した権利物機。

### 特徴
- 液晶画面を使用した3回権利物。
- 最終ラウンドで想像力を掻き立てる「自粛」画面演出がある。
- 大当たり図柄位置を確認できる「マーキング機能」を搭載。
- 高確率状態では枠ランプが点滅する。
- セルデザインは4種類ある。初代のセルが「CHANCE」を「CAHNCE」と誤植しており、当時話題となった。

### スペック
- 『ミルキーバー』
  - 大当たり確率（低確率）：1/329.5
  - 大当たり確率（高確率）：1/32.95
  - 確変割合：100%
  - リミット：3回
  - 賞球：7&15
  - 大当たりラウンド&カウント：16R / 10C
  - 「すいか・BAR・チェリー・3・5・7・JACK・プラム」のいずれかのぞろ目で大当たり
  - 1セット3回権利あたりの出玉およそ約6000個

### 演出
- 反転ロングリーチ（信頼度2~4割）
- コマ送りリーチ（信頼度5割）
- 中右同時リーチ（信頼度7割）

※上記は、1995年、発売初期のパチンコ関連雑誌に
掲載された（高確率状態も含めた推定値）
『実践上の実測値（通常時）』
- ノーマルリーチ（信頼度0.1～1%）*1）
- 反転ロングリーチ（信頼度15～20%）***3）
- コマ送りリーチ（信頼度11.5～15%）
- 中右同時リーチ（信頼度25～40%）
- 2段階リーチ（信頼度100%）※再始動演出。**2）

1）ダブルリーチが掛かるといずれのリーチも
信頼度が、大幅にUPする。このため通常時ノーマル
リーチでもビタ止りで大当りが稀にある。
※高確率状態でのスーパーリーチに発展しない
ノーマルリーチ単独の演出の場合、信頼度80%超。
2）反転ロングリーチ、コマ送りリーチはハズレ後に
再始動・大当りする2段階リーチ演出が存在する。
3）反転ロングリーチの方がコマ送りリーチより
通常時の信頼度が高いのは、
ハズレ後の2段階リーチで再始動が±1コマあるため。
※コマ送りリーチの場合、+1コマの位置のみ再始動。
※高確率状態では図柄背景も赤色の演出に変わる。

### 関連商品
- 『ミルキーバー&キラークイーン 永久保存版』（アンバランス、2001年7月19日、PlayStation 2用ゲームソフト）
- 『ミルキーバー～パチンコ実機攻略シリーズ』（アンバランス、2001年10月5日、WindowsPC用ゲームソフト）
- 『爆発的1480シリーズ ミルキーバー』（アンバランス、2004年9月10日、WindowsPC用ゲームソフト）

## CRワイドミルキー
2003年にニューギンが開発、発売したデジパチ。

### 特徴
- 前作では権利物であったが、当機ではデジパチ仕様で発売された。前作の演出を継承している。
- 前作「ミルキーバー」で「CHANCE」を「CAHNCE」と誤植した一件を逆手に取り、当機ではリーチ時に「CAHNCE」と表示されると大当たりのプレミア演出となっている。

### スペック
- 『CRワイドミルキーMA』
- 『CRワイドミルキーLB』
- 『CRワイドミルキーMB』

## CRハイパーミルキー
2007年1月にニューギンが開発、発売したデジパチタイプのパチンコ機。

### 特徴
- リミットなど、現行規則をうまく適応し、完全に同一ではないものの、初代「ミルキーバー」のゲーム性を再現している。
- 盤面右の「すももフィギュア」は、原型師・宮川武率いるグレイズが製作したものである。

### スペック
- 『CRハイパーミルキーYM』（ウィングスタイル）・『CRハイパーミルキーYMX』（グレイスタイル）
  - （スペックは共通）
  - 大当たり確率（低確率）：1/267.25
  - 大当たり確率（高確率）：1/26.73
  - 小当たり（電チュー開放）確率（低確率）：44/251
  - 小当たり確率（高確率）：250/251
  - 確変割合：100%
  - リミット：3回
  - 賞球：3&3&8&14&15
  - 大当たりラウンド&カウント：5R or 13R or 16R / 9C
  - 時短：リミットに到達した全ての3回目の大当たり終了後、トータル36%の割合で100回転
    - ※時短の有無は、3回目の大当たりが何ラウンドの大当たりかによって突入率が異なる
    - 100回時短突入率：5R→20% 13R→40% 16R→100%

### 音楽
大当たり時にボーカル入りオリジナル曲が遊園地・夜景モード限定で流れるようになっている。
（オートモード設定中に遊園地・夜景シーンに切り替わった場合も同様）
- 高確率状態のコンサートリーチ以外での大当たり時『SMILING』
- 高確率状態のコンサートリーチでの大当たり時『きっと言える』

共に大当たりの種類に関わらずフルコーラスで流れる。
- シンプルモードでは5Rまでオリジナル曲、6R以降初代ミルキーバーサウンドが流れる。

尚、ボーカル入りオリジナル曲は公式サイトにて歌詞付き・フルコーラスでの試聴が可能。